# Capraita subvittata
Capraita subvittata är en skalbaggsart som först beskrevs av Horn 1889.  Capraita subvittata ingår i släktet Capraita och familjen bladbaggar. Inga underarter finns listade i Catalogue of Life.